# Барон Дарси из Дарси
Барон Дарси из Дарси (англ. Baron Darcy de Darcy) — английский аристократический титул, созданный 17 октября 1509 года для Томаса Дарси, представителя знатного землевладельческого рода из Линкольншира. Томаса казнили в 1537 году за государственную измену из-за его участия в католическом восстании. В связи с этим титул был конфискован, но в 1548 году его воссоздали для сына казнённого, Джорджа. В 1635 году третий барон второй креации, Джон Дарси, умер, не оставив наследников мужского пола, и титул перешёл в состояние ожидания. Больше он не использовался.

## Носители титула
- 1509—1537: Томас Дарси
- 1548—1558: Джордж Дарси
- 1558—1602: Джон Дарси
- 1602—1635: Джон Дарси